# The Very Best of Men Without Hats
The Very Best of Men Without Hats è il secondo album di raccolta del gruppo musicale canadese Men Without Hats, pubblicato nel 1998.

## Tracce
1. The Safety Dance – 2:45
2. Living in China – 3:04
3. I Got the Message – 4:50
4. Where Do the Boys Go? – 3:58
5. Antarctica – 3:33
6. Folk of the 80's – 4:24
7. I Like – 4:22
8. No Dancing – 2:17
9. The Great Ones Remember – 4:48
10. Eurotheme – 2:43
11. Unsatisfaction – 3:13
12. Cocoricci (Le Tango des Voleurs) – 3:24
13. Things in My Life – 5:05
14. Messiahs Die Young – 4:19
15. I Know Their Name – 4:01
16. I Sing Last/Not for Tears – 3:13